# شهرداری کانکووا
شهرداری کانکووا (به لاتین: Municipality of Cankova) یک منطقهٔ مسکونی در اسلوونی است که در اسلوونی واقع شده‌است. شهرداری کانکووا ۳۰٫۶ کیلومتر مربع مساحت و ۱٬۷۱۸ نفر جمعیت دارد.